# أولاد رحو بيار لعروسي (أولاد عدو)
أولاد رحو بيار لعروسي هو دُوَّار يقع بجماعة السڭامنة، إقليم سطات، جهة الدار البيضاء سطات في المملكة المغربية. ينتمي الدوّار لمشيخة أولاد عدو التي تضم 3 دواوير. يقدر عدد سكانه بـ 614 نسمة حسب الإحصاء الرسمي للسكان والسكنى لسنة 2004.

## روابط خارجية
- البوابة الوطنية للجماعات الترابية
- المندوبية السامية للتخطيط